# Clyde Leon
Clyde Leon (ur. 8 grudnia 1983 w Laventille, zm. 28 kwietnia 2021) – trynidadzko-tobagijski piłkarz występujący na pozycji defensywnego pomocnika, reprezentant kraju.
Przez większość kariery klubowej występował w klubie W Connection. Wywalczył z nim kilkanaście trofeów na Trynidadzie i Tobago, w tym dwa mistrzostwa kraju (2005, 2011/2012). Dwukrotnie zdobył z nim również klubowe mistrzostwo Karaibów – CFU Club Championship (2006, 2009) i dwa razy dotarł do finału tych rozgrywek (2003, 2012). Wziął udział w dwóch edycjach Ligi Mistrzów CONCACAF. Zanotował krótki epizod zagranicą w kolumbijskim Itagüí Ditaires.
W latach 2004–2012 rozegrał 48 meczów w barwach pierwszej reprezentacji Trynidadu i Tobago. Dwukrotnie był powołany na Puchar Karaibów (2008, 2010). Został następcą Dwighta Yorke'a w roli kapitana kadry narodowej.

## Początki
Leon urodził się w Laventille na wyspie Trynidad. Był najstarszym z trójki rodzeństwa. Wychowywał się bez ojca, który wcześnie opuścił rodzinę. Dorastał w Enterprise w gminie Chaguanas w ubogich warunkach materialnych. Jego matka, Sherry-Ann Gill, w przeszłości była piłkarką. Sport ten uprawiali również jego ciotka i kuzyni.
W 2000 Leon przebywał na testach w klubie Doc's Khelwaalas. Uczęszczał do szkoły średniej Princess Town Senior Comprehensive, gdzie był czołowym zawodnikiem szkolnej drużyny piłkarskiej. W 2001 jako kapitan szkolnego zespołu wygrał z nim ogólnokrajowe rozgrywki Intercol Schools’ Football. Występował wówczas na pozycji prawego pomocnika, imponując dynamiką i dalekimi podaniami. Trenerem mistrzowskiego zespołu był jego wuj, Eric Gill.

## Kariera klubowa
Leon rozpoczynał karierę w najwyższej lidze Trynidadu i Tobago w zespole Arima Fire.
W 2003 Leon został piłkarzem W Connection, czołowego klubu na Karaibach. Występował w jego barwach przez kolejne osiem lat z licznymi sukcesami. Na arenie krajowej zdobył mistrzostwo (2005) i cztery razy wicemistrzostwo Trynidadu i Tobago (2003, 2004, 2006, 2008). Pięć razy z rzędu wygrał turniej League Cup (2004, 2005, 2006, 2007, 2008), dwa razy Pro Bowl (2005, 2006) natomiast raz Goal Shield (2009). Trzykrotnie dotarł do finału FA Trophy (2003, 2008, 2009).
Na arenie międzynarodowej Leon dwa razy wygrał z W Connection klubowe mistrzostwa Karaibów – CFU Club Championship (2006, 2009), a raz doszedł w tych rozgrywkach do finału (2003). Wziął również udział w rozgrywkach  Ligi Mistrzów CONCACAF, gdzie w edycji 2009/2010 wraz z W Connection zanotował bardzo udany występ. W rundzie wstępnej sensacyjnie wyeliminowali amerykański New York Red Bulls (2:2, 2:1) i awansowali do fazy grupowej. Tam trynidadzka ekipa zajęła trzecie, przedostatnie miejsce i odpadła z Ligi Mistrzów, lecz udało jej się niespodziewanie zremisować z meksykańskim Pumas UNAM (2:2) i wygrać z gwatemalskim Comunicaciones (3:0) oraz honduraskim Realem España (3:2). Podczas tamtej edycji Leon rozegrał wszystkie osiem meczów w wyjściowym składzie i strzelił gola w fazie grupowej w pierwszym meczu z Comunicaciones (1:2).
W październiku 2006 Leon zerwał więzadła w kolanie, przez co musiał pauzować przez kilka miesięcy. W październiku 2009 udał się na dwutygodniowe testy do angielskiego Birmingham City FC, prowadzonego przez Alexa McLeisha. Zaprezentował się z dobrej strony, jednak klub wolał zakontraktować piłkarza mającego już doświadczenie na poziomie Premier League. Bezpośrednio po tym był testowany w angielskim trzecioligowcu Oldham Athletic AFC, gdzie nie otrzymał zatrudnienia ze względu na brak pozwolenia na pracę na Wyspach Brytyjskich.
W czerwcu 2011 Leon nie przedłużył kontraktu z W Connection i podpisał roczną umowę z innym klubem z Trynidadu i Tobago, T&TEC SC. Jeszcze przed rozpoczęciem nowego sezonu skorzystał jednak z zapisanej w kontrakcie klauzuli odejścia i został zawodnikiem absolutnego beniaminka ligi kolumbijskiej – Itagüí Ditaires. Do tego klubu polecił go pochodzący z tego kraju Francisco Maturana, były selekcjoner reprezentacji Trynidadu i Tobago. W transferze pośredniczyła agencja menadżerska Mercuri Caribbean Ltd dzięki swoim kontaktom w Brazylii. Leon podpisał z Itagüí Ditaires dwuletnią umowę z miesięczną pensją w wysokości 3 tysięcy dolarów. Niedługo potem odszedł z zespołu, nie rozgrywając żadnego meczu. Jak donosiły media, podsunięto mu do podpisania dokument w języku hiszpańskim (którego Leon nie znał), stanowiący o anulowaniu kontraktu. W październiku 2011, razem ze swoimi rodakami Cornellem Glenem i Devornem Jorslingiem, przebywał na testach w wietnamskim Song Lam Nghe An FC.
Ostatecznie w 2012 Leon powrócił do W Connection. Zdobył z nim kolejne mistrzostwo Trynidadu i Tobago (2011/2012), a także wygrał Pro Bowl (2012), Goal Shield (2012) i Charity Shield (2012). Po raz kolejny dotarł do finału CFU Club Championship (2012), w którym strzelił gola z rzutu karnego w meczu z trynidadzko-tobagijską Caledonią AIA (1:1, 3:4 k.). Po raz trzeci wystąpił również w rozgrywkach Ligi Mistrzów CONCACAF (W Connection odpadł w fazie grupowej). Rozegrał wówczas wszystkie cztery mecze w pierwszym składzie i strzelił gola z rzutu wolnego na wagę remisu z meksykańską Guadalajarą (1:1). Pełnił rolę kapitana drużyny.
Łącznie Leon spędził w barwach W Connection dziesięć lat. W różnych sezonach współtworzył linię pomocy z piłkarzami takimi jak Reynold Carrington, Elijah Joseph, Titus Elva, Gefferson Goulart, Silvio Spann, Travais Mulrain czy Andre Toussaint. Rozegrał dla klubu ok. 230 meczów. W wieku 29 lat został zmuszony do przerwania kariery ze względu na kłopoty zdrowotne związane z sercem. Przeszedł operację laparoskopową, lecz nie wrócił już do gry i musiał przedwcześnie zakończyć karierę piłkarską.

## Kariera reprezentacyjna
Leon występował w młodzieżowych reprezentacjach kraju. Był powoływany do reprezentacji Trynidadu i Tobago U-15, reprezentacji Trynidadu i Tobago U-17 oraz reprezentacji Trynidadu i Tobago U-20, w której grał na pozycji skrzydłowego u boku m.in. Kenwyne'a Jonesa. W lutym 2004 w barwach reprezentacji Trynidadu i Tobago U-23 wystąpił w kontynentalnym turnieju kwalifikacyjnym do igrzysk olimpijskich w Atenach. Zagrał wówczas w meczach z Meksykiem (1:3) i Kostaryką (0:4), a podopieczni Stuarta Charles-Fevriera odpadli w fazie grupowej.
W seniorskiej reprezentacji Trynidadu i Tobago Leon zadebiutował 2 marca 2004 w wygranym 1:0 meczu towarzyskim z Gujaną. Mecz ten często nie jest jednak uznawany za oficjalny. Część źródeł za debiut Leona uznaje więc występ w rozegranym 9 sierpnia 2006 na Stadionie Olimpijskim w Tokio meczu towarzyskim z Japonią (0:2). Wystąpił wówczas w pełnym wymiarze czasowym. Premierowego i zarazem jedynego gola w pierwszej reprezentacji strzelił 8 lipca 2008 na Marvin Lee Stadium w wygranym 2:0 meczu towarzyskim z Gujaną.
W listopadzie 2008 Leon rozegrał spotkania z Antiguą i Barbudą (3:2) oraz Gujaną (1:1) w udanych eliminacjach do Pucharu Karaibów. Miesiąc później został powołany przez Francisco Maturanę na turniej finałowy. Wystąpił wówczas we wszystkich trzech meczach – w wyjściowym składzie z Grenadą (1:2), z ławki z Barbadosem (2:1) i w wyjściowym składzie z Jamajką (1:1). Trynidadczycy odpadli z Pucharu Karaibów już w fazie grupowej i nie zakwalifikowali się na Złoty Puchar CONCACAF.
Leon był podstawowym piłkarzem reprezentacji podczas eliminacji do mistrzostw świata w RPA. Wystąpił podczas nich w jedenastu spotkaniach (na osiemnaście rozegranych). Opuścił ostatnie mecze z powodu operacji przepukliny. Jego reprezentacja zajęła ostatnie, szóste miejsce w rundzie finałowej i nie awansowała na mundial.
Po odejściu z reprezentacji Dwighta Yorke'a Leon otrzymał od selekcjonera Russela Latapy'ego opaskę kapitana kadry. W listopadzie 2010 zagrał w spotkaniach z Saint Vincent i Grenadynami (6:2) oraz Gujaną (2:1) w kwalifikacjach do Pucharu Karaibów. Następnie został powołany przez Latapy'ego na turniej finałowy, podczas którego jako kapitan zagrał w pełnym wymiarze czasowym z Kubą (0:2), Grenadą (0:1) i Martyniką (1:0). Trynidad i Tobago znów zakończył swój występ w Pucharze Karaibów już w fazie grupowej, nie awansując do rozgrywek Złotego Pucharu CONCACAF.
Leon występował również w eliminacjach do mistrzostw świata w Brazylii, lecz zanotował w nich tylko dwa występy. Trynidadczycy odpadli z kwalifikacji do mundialu już w drugiej rundzie.
W listopadzie 2012 Leon zagrał w meczach z Gujaną Francuską (4:1), Anguillą (10:0), Saint Kitts i Nevis (1:0), Saint Vincent i Grenadynami (1:1) oraz Surinamem (3:0) w ramach zakończonych powodzeniem kwalifikacji do Pucharu Karaibów. Niespodziewanie nie został powołany przez Hutsona Charlesa na finałowy turniej. Jego absencję tłumaczono gorszą formą fizyczną. Po fazie grupowej Pucharu Karaibów awaryjnie dołączył jednak do drużyny, zastępując kontuzjowanego Lestera Peltiera. Nie wystąpił w żadnym meczu, a drużyna Trynidadu i Tobago wygrała turniej.
W czerwcu 2013 Leon został jeszcze powołany do szerokiej kadry na Złoty Puchar CONCACAF, jednak nie znalazł się w ostatecznym składzie. Ogółem w reprezentacji Trynidadu i Tobago rozegrał 48 spotkań.

## Kariera trenerska
Leon przejawiał chęć zostania trenerem już w początkowym okresie swojej kariery piłkarskiej. Bezpośrednio po jej zakończeniu podjął pracę jako asystent José Luiza Seabry w rezerwach W Connection. Następnie pracował w roli asystenta trenerów Stuarta Charles-Fevriera i Earla Jeana w pierwszej drużynie W Connection. Był trenerem w ramach projektu TTFA Grassroots Program skoncentrowanym na pracy z młodzieżą. Następnie pracował jako asystent w reprezentacji Trynidadu i Tobago U-15. W styczniu 2020 został asystentem Angusa Eve'a w reprezentacji Trynidadu i Tobago U-17. Odszedł z tego stanowiska już trzy miesiące później w wyniku wybuchu pandemii COVID-19 oraz ustanowienia komitetu normalizacyjnego w Trinidad and Tobago Football Association.

## Statystyki kariery
| Arima Fire        | 2001              | Trynidad i Tobago | TT Pro League       | ? | ? | ? | ?         | —         | — | — | ? | ? |
| Arima Fire        | 2002              | Trynidad i Tobago | TT Pro League       | ? | ? | ? | ?         | —         | — | — | ? | ? |
| W Connection      | 2003              | Trynidad i Tobago | TT Pro League       | ? | ? | ? | ?         | CFU       | ? | 0 | ? | ? |
| W Connection      | 2004              | Trynidad i Tobago | TT Pro League       | ? | 1 | ? | ?         | —         | — | — | ? | ? |
| W Connection      | 2005              | Trynidad i Tobago | TT Pro League       | ? | 1 | ? | ?         | —         | — | — | ? | ? |
| W Connection      | 2006              | Trynidad i Tobago | TT Pro League       | ? | 1 | ? | ?         | CFU       | ? | 0 | ? | ? |
| W Connection      | 2007              | Trynidad i Tobago | TT Pro League       | ? | 1 | ? | ?         | —         | — | — | ? | ? |
| W Connection      | 2008              | Trynidad i Tobago | TT Pro League       | ? | 5 | ? | 2         | —         | — | — | ? | 7 |
| W Connection      | 2009              | Trynidad i Tobago | TT Pro League       | ? | 0 | ? | 3         | CFU + LMC | 9 | 1 | ? | 4 |
| W Connection      | 2010–2011         | Trynidad i Tobago | TT Pro League       | ? | 1 | ? | ?         | —         | — | — | ? | ? |
| Itagüí Ditaires   | 2011              | Kolumbia          | Categoría Primera A | 0 | 0 | — | —         | —         | — | — | 0 | 0 |
| W Connection      | 2011–2012         | Trynidad i Tobago | TT Pro League       | ? | 1 | ? | ?         | CFU       | 4 | 1 | ? | ? |
| W Connection      | 2012–2013         | Trynidad i Tobago | TT Pro League       | ? | 1 | ? | 0         | LMC + CFU | 6 | 1 | ? | 2 |
| Ogółem            |                   |                   |                     |   |   |   |           |           |   |   |   |   |
| Trynidad i Tobago | Trynidad i Tobago | Trynidad i Tobago | ?                   | ? | ? | ? | CFU + LMC | ?         | 3 | ? | ? |   |
| Kolumbia          | Kolumbia          | Kolumbia          | 0                   | 0 | — | — | —         | —         | — | 0 | 0 |   |
| Ogółem            | Ogółem            | Ogółem            | Ogółem              | ? | ? | ? | ?         | CFU + LMC | ? | 3 | ? | ? |

- LMC – Liga Mistrzów CONCACAF
- CFU – CFU Club Championship

| Trynidad i Tobago | Trynidad i Tobago | 2004   | 1  | 0 | —  | — | —  | — | — | 1  | 0 |
| Trynidad i Tobago | Trynidad i Tobago | 2005   | —  | — | —  | — | —  | — | — | 0  | 0 |
| Trynidad i Tobago | Trynidad i Tobago | 2006   | 1  | 0 | —  | — | —  | — | — | 1  | 0 |
| Trynidad i Tobago | Trynidad i Tobago | 2007   | 1  | 0 | —  | — | —  | — | — | 1  | 0 |
| Trynidad i Tobago | Trynidad i Tobago | 2008   | 7  | 1 | 6  | 0 | PK | 3 | 0 | 16 | 1 |
| Trynidad i Tobago | Trynidad i Tobago | 2009   | 2  | 0 | 7  | 0 | —  | — | — | 9  | 0 |
| Trynidad i Tobago | Trynidad i Tobago | 2010   | 5  | 0 | 2  | 0 | PK | 3 | 0 | 10 | 0 |
| Trynidad i Tobago | Trynidad i Tobago | 2011   | —  | — | 2  | 0 | —  | — | — | 2  | 0 |
| Trynidad i Tobago | Trynidad i Tobago | 2012   | 3  | 0 | 5  | 0 | —  | — | — | 8  | 0 |
| Ogółem            | Ogółem            | Ogółem | 20 | 1 | 22 | 0 | PK | 6 | 0 | 48 | 1 |

- PK – Puchar Karaibów

| #  | Data         | Miejsce                                       | Przeciwnik | Gol | Wynik | Rozgrywki       |
| -- | ------------ | --------------------------------------------- | ---------- | --- | ----- | --------------- |
| 1. | 8 lipca 2008 | Marvin Lee Stadium, Macoya, Trynidad i Tobago | Gujana     | 1–0 | 2–0   | Mecz towarzyski |

## Osiągnięcia
W Connection
- mistrz Trynidadu i Tobago (2): 2005, 2011/2012[7]
- wicemistrz Trynidadu i Tobago (4): 2003, 2004, 2006, 2008[7]
- finał FA Trophy (3): 2003, 2008, 2009[8]
- League Cup (5): 2004, 2005, 2006, 2007, 2008[8]
- finał League Cup (1): 2003[8]
- Pro Bowl (3): 2004, 2007, 2013[8]
- finał Pro Bowl (3): 2005, 2006, 2011[8]
- Goal Shield (2): 2009, 2013[8]
- Charity Shield (2): 2012[8]
- CFU Club Championship (2): 2006, 2009[9]
- finał CFU Club Championship (2): 2003, 2012[9]

## Styl gry
Leon występował na pozycji defensywnego pomocnika. Podczas meczów operował z głębi pola, a oprócz pracy w destrukcji był aktywnie zaangażowany w budowanie akcji ofensywnych, rozprowadzając piłkę do przodu po jej odbiorze. Był zawodnikiem silnym i ciężko pracującym na boisku, ale przy tym grającym inteligentnie i płynnie oraz niezłym technicznie. Dysponował dobrym strzałem z dystansu. Media z Trynidadu i Tobago porównały jego styl gry do Javiera Mascherano. Jego mankamentem były problemy ze zmianą tempa gry oraz niekiedy zbyt częste popełnianie fauli. W razie potrzeby mógł występować na pozycji środkowego obrońcy, a karierę rozpoczynał jako boczny pomocnik.
Opisywano go jako urodzonego lidera – pełnił rolę kapitana zarówno w klubie, jak i reprezentacji. Był charakteryzowany jako skromny, zdyscyplinowany i konsekwentny.

## Życie prywatne
Jego partnerką była Olivia, miał syna Khaleema (ur. 2008). Nosił przydomek „Frank”. Razem z trynidadzkim didżejem Ding Dongiem założył markę „The Truth”.
Zmarł w wieku 37 lat na zawał serca. Uroczystości pogrzebowe odbyły się w Heaven Pathway Funeral Home w San Fernando. Kondolencje po jego śmierci złożyła Shamfa Cudjoe, minister sportu Trynidadu i Tobago.